# Cotatas
Las cotatas, kotatas, kotataberry o cotataberis son un cultivo de las zarzas con una parientía diversa entre muchas variedades de los rubus. Incluyen las especies de zarzamoras americanas occidentales y orientales así como las frambuesas. Fueron creados por el Servicio de Investigaciones Agrícolas del Departamento de Agricultura de los Estados Unidos en Corvallis (Oregón) en su programa cooperativo con la Universidad Estatal de Oregón. En el año 1984 la cotata fue publicitada como una potencial sustituta de la mora Marionberry por su mejor tolerancia al frío y grosor.
Sin embargo, mientras el sabor de la cotata es único e indiscutiblemente halagüeño, no pudo reemplazar a la marionberi peru se usó en climas aptos para aquel. "Kotata" se eligió de un cruze entre dos padres los OSC 743 ['Pacific' x 'Boysen'] x OSC 877 ['Jenner' x 'Eldorado']. El linaje de la cotata es de boysenberi zarzamoras silvestres de norte pacífico y una variedad de loganberis del oriente de los Estados Unidos. Se comercializó como cultivo en 1984, aunque fue creado en 1951. Por la mayoría se crece en la región del pacífico nordeste de los EE. UU. así como el Reino Unido.

## Descripción
Las cotataberis son negras, largas y de piel brillante la cual se embota cuando madura.

## Datos
- Colór: Negro oscuro
- Estación: 10 de julio a 24 de julio[3] in Oregon, USA
- Tamaña de semilla: Mediana
- Tamaña de baya: 6g to 7g[3]